# Murus gallicus

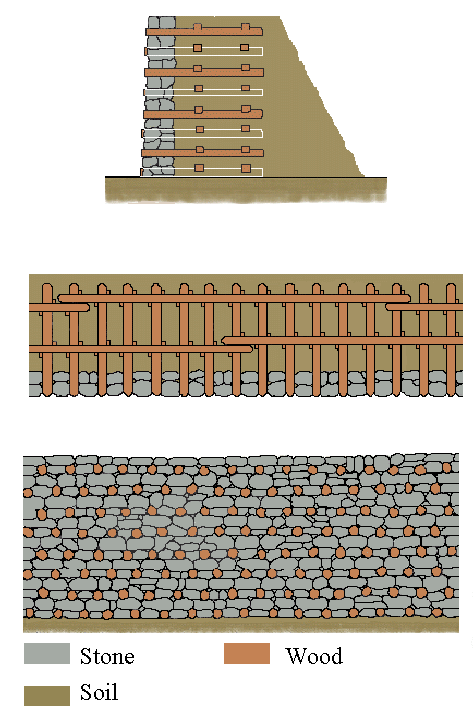
Murus gallicus – konstrukcja wewnętrzna

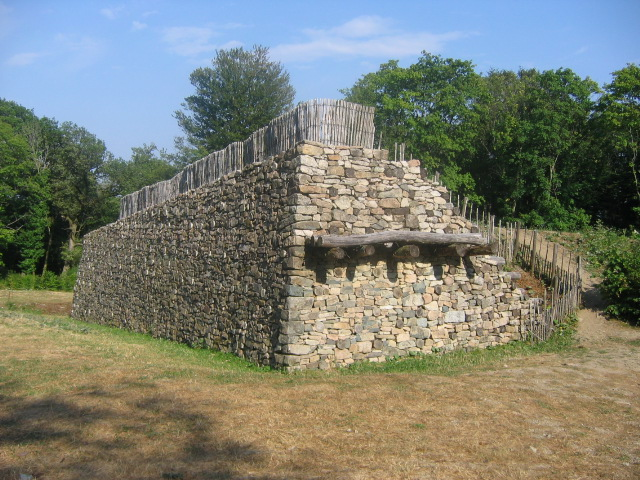
Rekonstrukcja wału typu murus gallicus na przykładzie oppidum Bibracte (Francja), w rejonie bramy

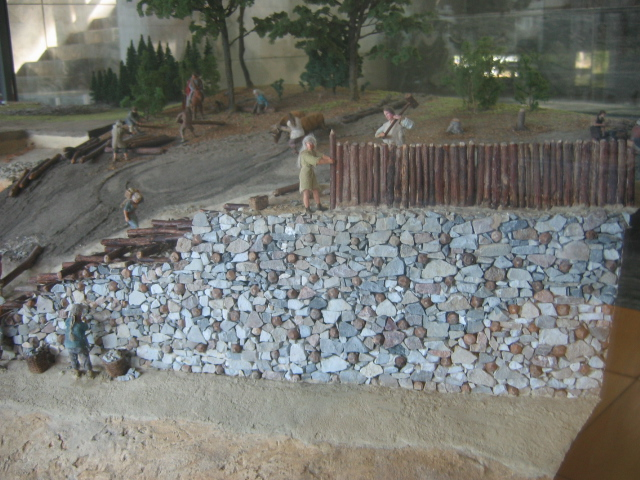
Model wału typu murus gallicus na przykładzie oppidum Bibracte

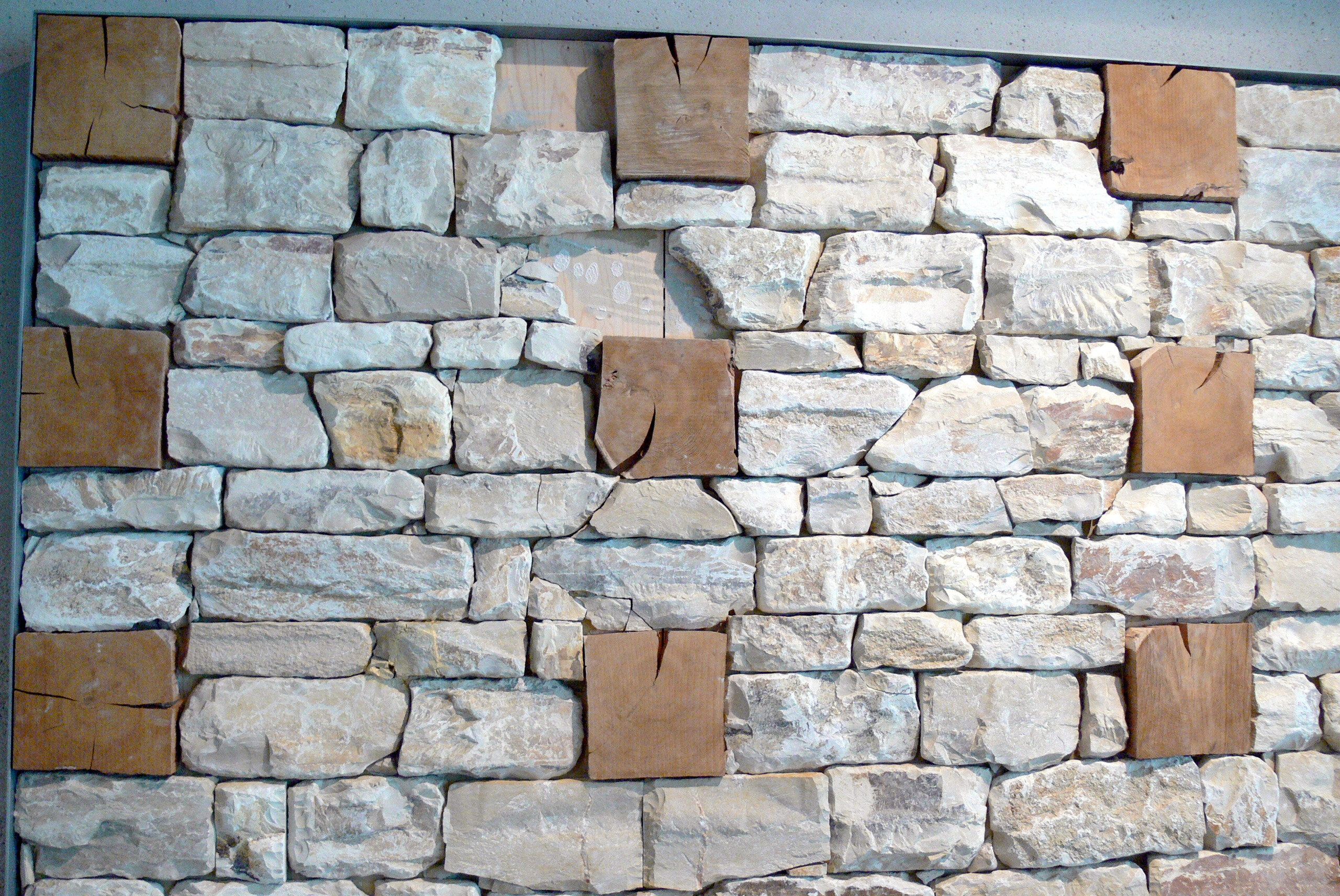
Rekonstrukcja wału typu murus gallicus na przykładzie oppidum Manching

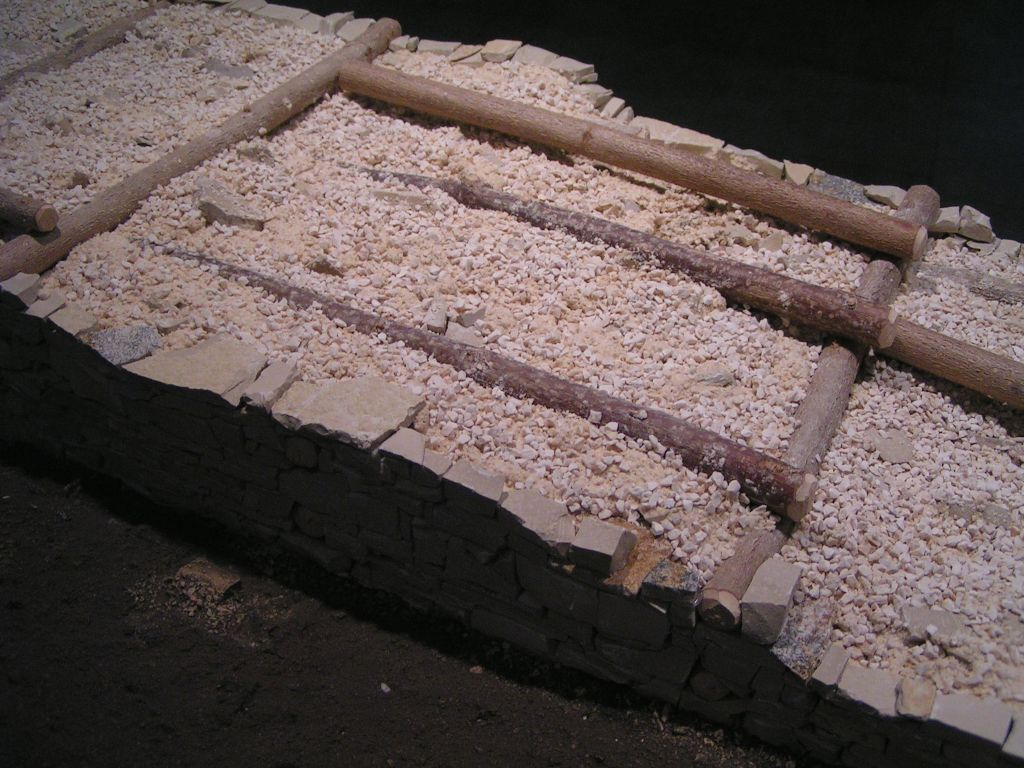
Rekonstrukcja wału typu murus gallicus na przykładzie umocnień Trewiru

Murus gallicus (z łac. – „galijski mur”) – typ umocnień, wał obronny wokół oppidum, budowany przez Celtów, głównie na obszarze Galii, a także w Bawarii.
Opisany przez Juliusza Cezara w dziele O wojnie galijskiej (łac. Commentarii de bello Gallico):
Wszystkie zaś galijskie mury obronne takiej są zazwyczaj konstrukcji. Układa się na ziemi wzdłuż proste i jednolite belki w równych odstępach odległych od siebie na dwie stopy. Wiąże się je od wewnątrz i grubo przykrywa ziemią, natomiast te odstępy, o których mówiliśmy, wypełnia się od przodu wielkimi głazami. Po ich ułożeniu i spojeniu układa się od góry następną warstwę, przy czym również zachowuje się ten sam odstęp, a belki opierają się na sobie, lecz w równych ułożone odstępach poszczególne belki są ciasno powiązane leżącymi pośrodku poszczególnymi głazami. W ten sposób splata się ze sobą kolejno całą konstrukcję, tak długo, aż uzyska się odpowiednią wysokość muru. Konstrukcja ta wcale ładna, zarówno gdy chodzi o wystrój zewnętrzny i różnorodność budulca, dzięki ułożonym na przemian belkom i głazom zachowującym w równych szeregach swój kolejny porządek, jak nadzwyczaj jest odpowiednia do obrony miast, ponieważ przed ogniem chroni kamienna, a przed taranem drewniana zabudowa, której jednolitych belek, nieraz długości czterdziestu stóp, od wewnątrz wzajemnie pospajanych, nie można ani przebić, ani rozerwać.
Wg wyników badań archeologicznych była to konstrukcja zbudowana z drewnianych belek złączonych wielkimi żelaznymi gwoździami i wypełniona kamieniami i żwirem. Końce belek były na sucho zamocowane do zewnętrznej i wewnętrznej ściany. Czoło było obłożone kamieniami, a do wewnętrznej strony przylegał ziemny (gliniany) nasyp.
Ten typ obwałowania tworzył fortyfikacje wielu oppidów nie tylko w samej Galii, gdzie spotykał się z nimi Juliusz Cezar, ale i w znacznej części zachodniej Europy. Najdalej na wschód położonym oppidum, gdzie ta technika została zastosowana było oppidum Manching w Bawarii.

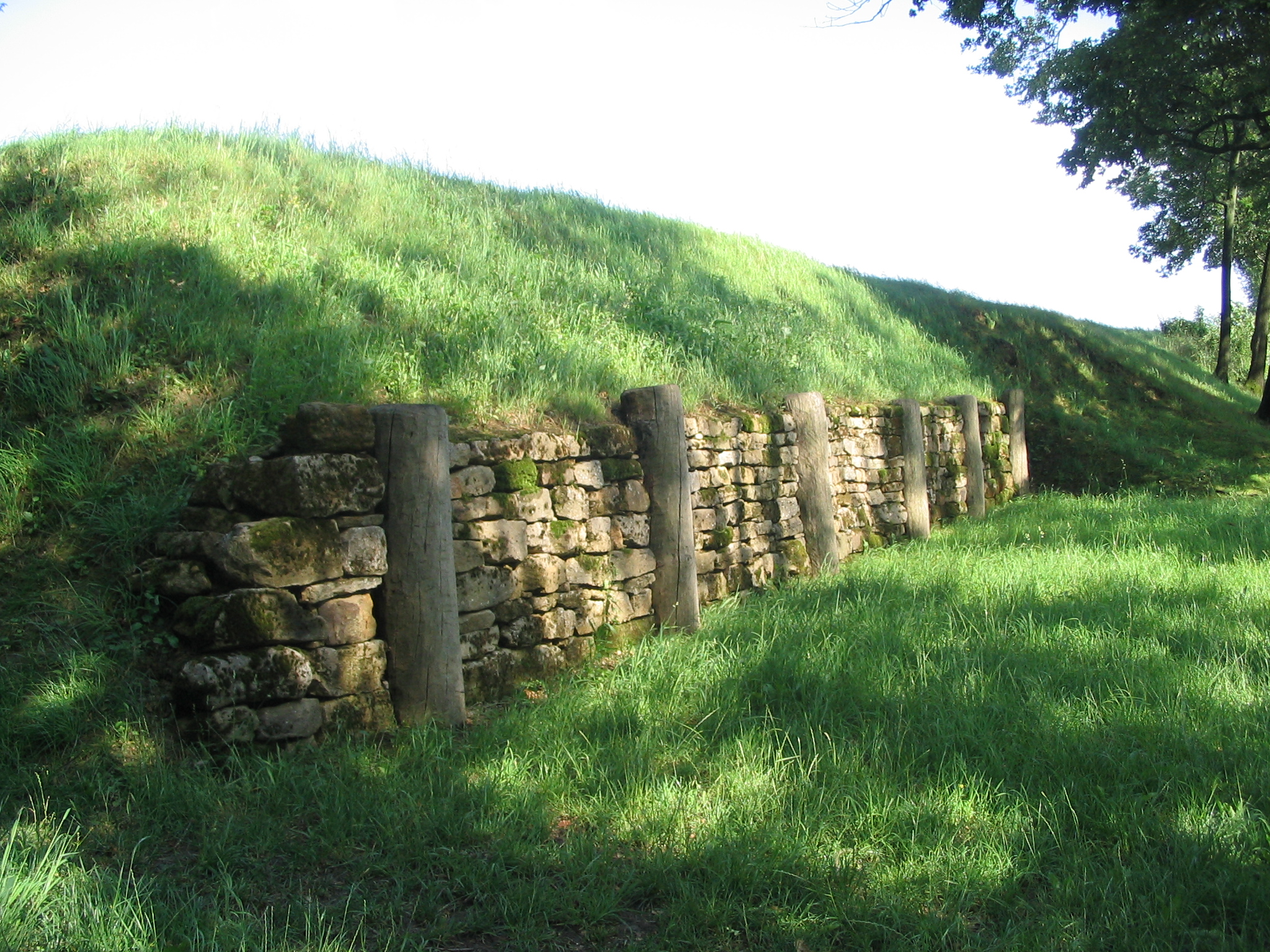
Rekonstrukcja wału typu Kelheim (Pfostenschlitzmauer) w Burgstall (oppidum Finsterlohr)

Celtyckie grodziska położone dalej na wschód, w tym oppida w Czechach i na Morawach były budowane wg tzw. typu Kelheim, w którym ściana czołowa zamiast naprzemianległych warstw kamieni i końców belek była wzmocniona regularnie rozmieszczonymi co 1–2 m pionowymi słupami (tzw. Pfostenschlitzmauer), do których były przymocowane poprzeczne belki wewnętrzne. Ponadto do wiązania wewnętrznej konstrukcji nie używano gwoździ.
- |  | Zobacz multimedia związane z tematem: Murus gallicus |